# Gnathothlibus collardi
Gnathothlibus collardi là một loài bướm đêm thuộc họ Sphingidae. Loài này có ở Tahiti.
Chiều dài cánh trước là khoảng 35 mm. Nó giống với Gnathothlibus eras nhưng cánh trước khá giống với Gnathothlibus saccoi và cánh dưới tương tự Gnathothlibus dabrera.